# Emánuel Moór
Dans le nom hongrois Moór Emánuel, le nom de famille précède le prénom, mais cet article utilise l’ordre habituel en français Emánuel Moór, où le prénom précède le nom.
Emánuel Moór, né le 19 février 1863 à Kecskemét en Hongrie et mort le 20 octobre 1931 au Mont-Pèlerin, est un pianiste, compositeur et facteur de pianos hongrois. Son nom est attaché à l'élaboration du Duplex-Coupler Grand Pianoforte.

## Biographie

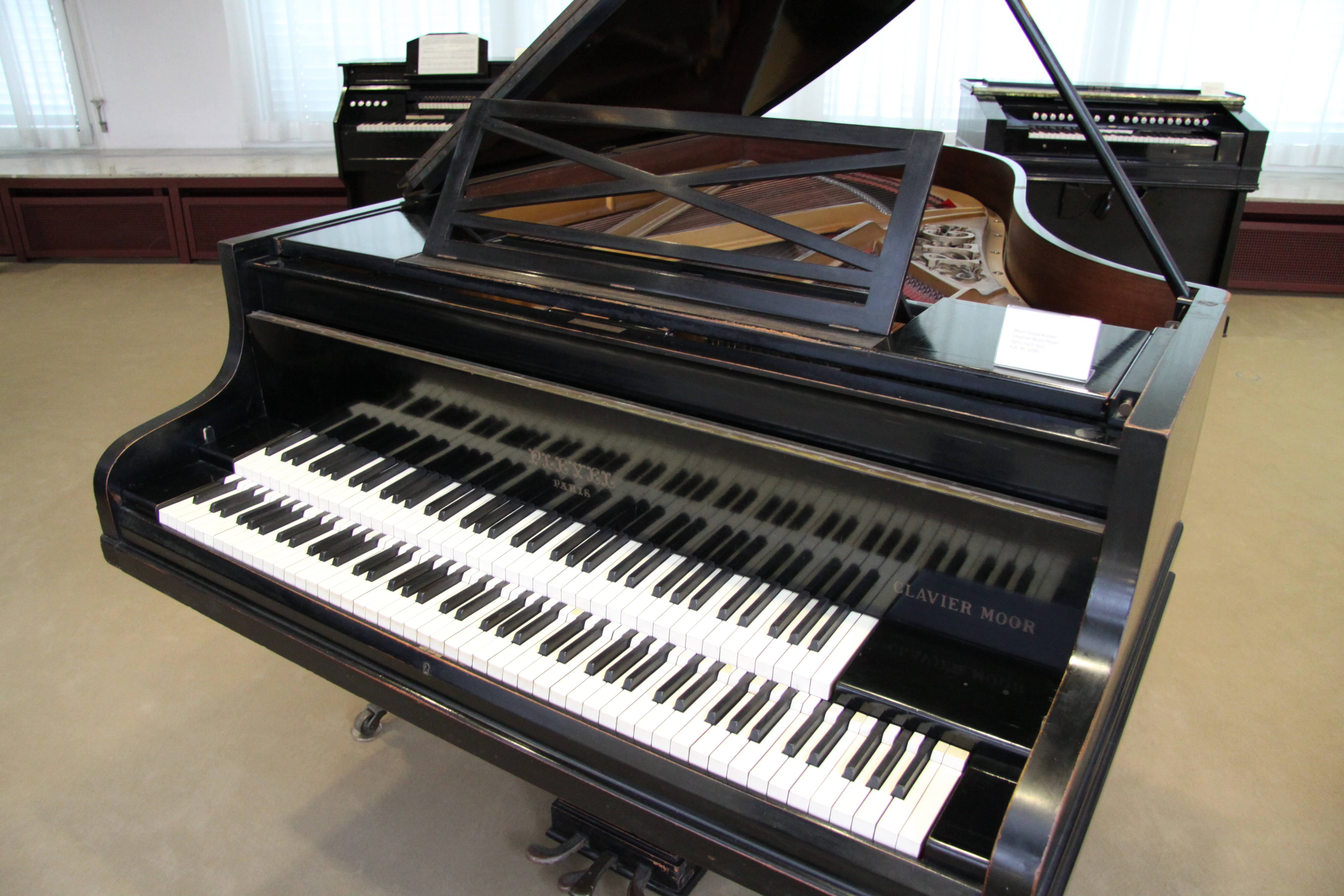
Clavier Moor de Pleyel

Emánuel Moór était le fils du chanteur d'opéra et ténor Rafael Moór qui lui donna ses premières leçons. Il étudia la composition musicale à Budapest avec Robert Volkmann, puis à Vienne avec Anton Door et Anton Bruckner. À 18 ans, il devint professeur de piano au Conservatoire de musique de Szeged.
Il entreprit entre 1885 et 1897 plusieurs tournées qui l'emmenèrent aux États-Unis, où il apparut avec la chanteuse Lilli Lehmann. En 1888, il épousa Anita Burke en Angleterre et devint citoyen britannique. Le compositeur allemand George Henschel fit une campagne élogieuse pour sa musique orchestrale. De là, il s'installa en Suisse en 1901.
En 1905, il rencontra le violoncelliste Pablo Casals. Il dédia le deuxième concerto de violoncelle à Pablo Casals et réalisa le double concerto de violoncelle pour Casals et la violoncelliste portugaise Guilhermina Suggia. Emánuel Moór composa un triple concerto pour le trio Pablo Casals, Alfred Cortot et Jacques Thibaud. Mais plusieurs facteurs contribuèrent à mettre fin à cette période, et notamment la séparation de Pablo Casals et de Guilhermina Suggia, qui bouleversa la vie du violoncelliste et son réseau d’amis. La personnalité difficile d'Emánuel Moor et la Première Guerre mondiale contribuèrent aussi à briser sa carrière.
Après la Première Guerre mondiale, il se consacra aux instruments de musique. Il développa à partir de 1920 le Duplex-Coupler Grand Pianoforte, aussi appelé piano Pleyel-Moór, dont la particularité est de posséder deux claviers frappant les mêmes cordes avec une octave d'écart, et une pédale supplémentaire qui les couple pour jouer une octave avec une seule touche, facilitant les sauts à une distance importante, les passages joués à l'octave, les larges accords jusqu'à deux octaves qui n'ont plus besoin d'être joués en arpège, etc. Les touches blanches du clavier inférieur comportent également une élévation à l'arrière qui les met au même niveau que les touches noires, permettant le glissando chromatique. Des pianos Pleyel, Bechstein, Steinway et Bösendorfer furent ainsi équipés.
Après la mort de sa première épouse Anita survenue en 1922, il épousa en 1923 la pianiste anglaise Winifred Christie qui était une utilisatrice convaincue du double clavier.

## Œuvres
Emánuel Moór composa entre autres, cinq opéras, huit symphonies, quatre concertos pour piano et quatre pour violon, deux concertos pour violoncelle, un pour alto et un autre pour harpe, un triple concerto pour violon, violoncelle et piano, un concerto pour 2 violoncelles, de la musique de chambre, un requiem et des chansons.

### Opéras
- La Pompadour (Cologne, 22 février 1902)
- Andreas Hofer (ou Moser) (Cologne, 9 novembre 1902)
- Hochzeitsglocken (Cassel, 2 août 1908)
- Der Goldschmied von Paris (L'orfèvre de Paris)
- Hertha (inachevé)

### Orchestration
- 3 concertos pour piano (1886, 1888, 1906)
- 8 symphonies (1893-1910)
- 4 concertos pour violon (1905-1907)
- 2 concertos pour violoncelle (1905-1906)
- Triple Concerto pour violon, violoncelle, piano et Orchestre (1907)
- Concerto pour harpe (1913)

### Autres
- Requiem (1916)
- Plusieurs musiques de chambre
- Plusieurs chansons[3]